# Cheikh Ngaïdo Ba
Cheikh Ngaïdo Ba, né le 10 juin 1949 à Pire Goureye, pas loin de la ville de Tivaouane (Sénégal), est un réalisateur, scénariste, producteur et acteur sénégalais. Il décède le 17 janvier 2021 à Dakar.

## Biographie

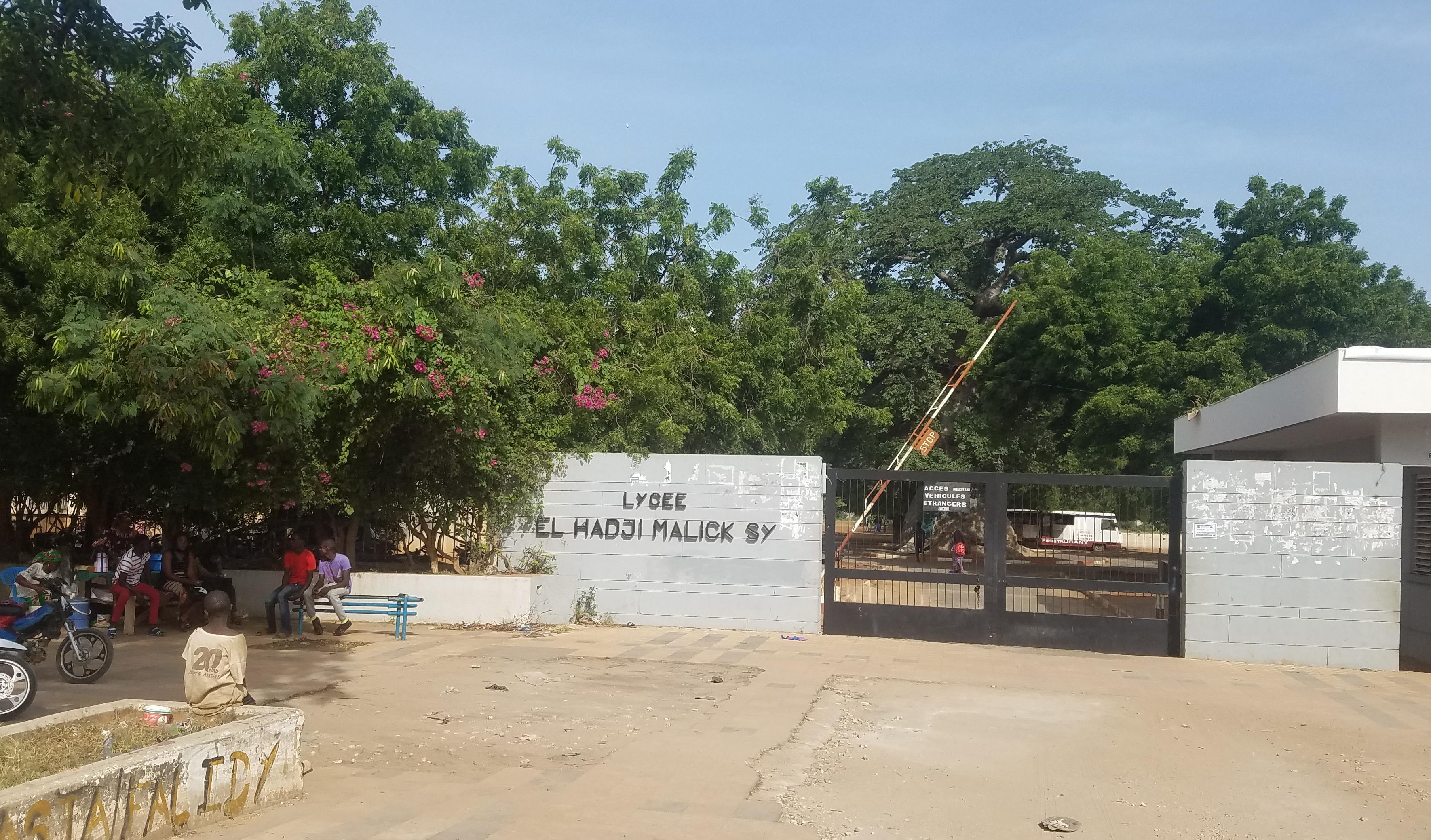
Lycée de Malick Sy, de Thiès au Sénégal

Né d’un père peul et commerçant, il grandit dans une famille de confession musulmane. Il effectue ses études secondaires au lycée Malick Sy dans la ville de Thiès où son professeur de latin/grec l’initie au cinéma par le biais du ciné-club.
En 1968, il rejoint Dakar pour ses études universitaires. Pendant ce temps, il fréquente le centre culturel français, aujourd’hui Institut français de Dakar et participe à un projet pilote de télévision lancée par l’UNESCO. Il fait un stage d’assistant-réalisateur puis se rend en France pour étudier à l’Institut National de l’Audiovisuel durant deux ans.
Il réalise en 1971 le premier journal télévisé du Sénégal et est assistant réalisateur stagiaire sur Kodou d'Ababacar Samb Makharam. De 1972 à 1977, il est réalisateur à l’Office de la radio et télévision du Sénégal (ORTS) aujourd'hui Radiotélévision sénégalaise (RTS).
Cheikh Ba est secrétaire général régional de la Fédération Panafricaine des Cinéastes. Il est également vice-président de la Coalition Nationale sénégalaise pour la diversité culturelle ainsi que président de l’association Cinéaste Sénégalais Associés.
Il a été membre du Conseil économique et social (Sénégal) (CESE).
Il décède à l'hôpital Principal de Dakar le 17 janvier 2021,,.

## Filmographie
- 1973 : La Brosse, 15 min, fiction, qui relate le portrait d’un jeune cireur de chaussures à Dakar.
- 1973 : Arrêt car : 22  min, fiction, qui montre la ville dans tout son ensemble à travers un arrêt de bus.
- 1976 : Tablo Feraay, 26 min, fiction, sur les activités d'un jeune domestique qui travaille dans une ville chic construite là où il a vécu.
- 1978 : Rewo daande Maayo (de l’autre côté du fleuve), 60 min, documentaire long métrage co-produit avec la Mauritanie, sur les changements sociaux liés aux nouvelles techniques agricoles dans la région du Fouta [1],[2].
- 1985 : Xew Xew (la fête commence), 85 min, fiction, long-métrage musical qui sur fond d'histoire d'amour relate l'itinéraire du groupe Xalam de Youssou N'Dour.
- 1985 : Opération Niebe, 15 min, documentaire sur l'adoption au Sénégal du haricot niebe, peu exigeant en eau[1].